# Гербовый король

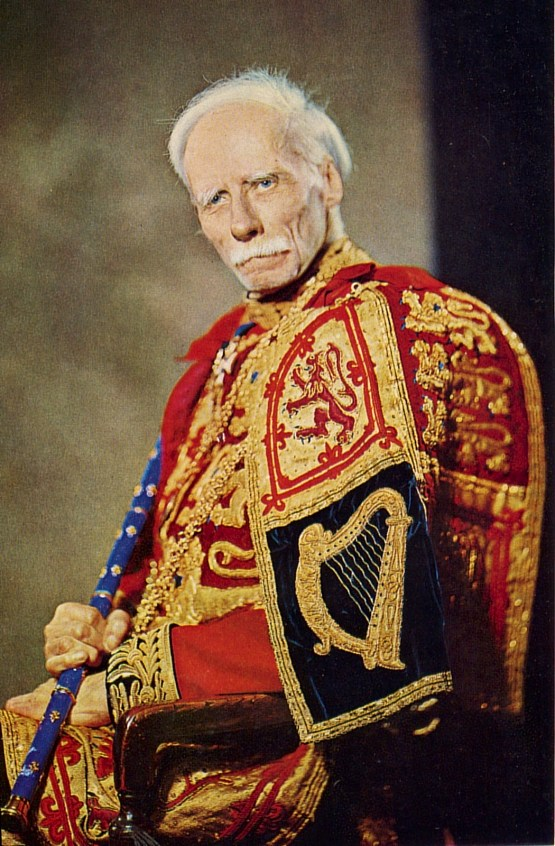
Гербовый король Шотландии 1945—1969 (гербовый король лорд Лайон) сэр Томас Иннс из Лирни в табарде

Гербовый король (фр. roi d'armes, нем. Wappenkönig, англ. King of Arms/Lord Lyon) — титул главы герольдов и геральдической службы во Французском королевстве, Великобритании (Англия, Шотландия) и некоторых других странах.
Согласно Витону де Сент-Але, большинство старинных историков считали, что должность гербового короля была впервые учреждена Людовиком VI Толстым для Луи де Русси. Функциями гербового короля были объявление войны, перемирия, мирных договоров, турниров, руководство герольдами, надзор за составлением гербов. Ранг этого сановника приравнивался к полномочиям королевского посла.

## Франция
Гербовый король Франции именовался «Монжуа Сен-Дени» (Montjoie Saint-Denis — боевой клич феодального ополчения Иль-де-Франса). При Старом режиме ему подчинялись герольды 16 основных провинций королевства: Бургундии, Нормандии, Гиени, Шампани, Ангулема, Сентонжа, Дофине и прочих. В XV веке, согласно «Гербовнику герольда Берри», во Франции существовало шесть гербовых королевств (Франция, Берри и Турень, Пикардия, Шампань, Гиень, Бретань) и два гербовых герцогства (Нормандия и Анжу).
Облачение гербового короля, согласно Фавье, представляло собой камзол фиолетового бархата с изображениями щитов Франции, коронованных и окружённых цепями орденов короля, на четырёх сторонах гербового камзола. Своеобразная процедура крещения этого сановника, принимавшего именование Монжуа, состояла в опрокидывании ему на голову кубка с вином.
Должность была восстановлена после Реставрации Бурбонов; её занимал шевалье Броно де Ла-Э (1737—1825), в 1775 году возглавлявший герольдов на коронации Людовика XVI.
Титул гербового короля был также заимствован королями Наварры, Англии, императором Священной Римской империи, герцогом Гельдерна и другими правителями.

## Испания (Габсбурги)
Должность гербового короля Золотого руна, четвёртая по рангу среди сановников ордена, включала в себя составление гербов членов ордена, руководство орденскими церемониями и посольские миссии от имени ордена и его главы (в настоящее время — глава династии Бурбонов, король Испании Филипп VI).

## Шотландия
В Шотландии гербовый король (англ. Lord Lyon) является верховным государственным саном Короны в Шотландии, возглавляющим государственную геральдическую палату Шотландии (англ. Court of the Lord Lyon), в функции которой входит ведение геральдического реестра страны, а также выдача разрешений и надзор за соблюдением геральдических правил в соответствии с правом Шотландии, включая судебное делопроизводство, связанное с нарушением авторских прав в сфере геральдики.